# Scuola di samba

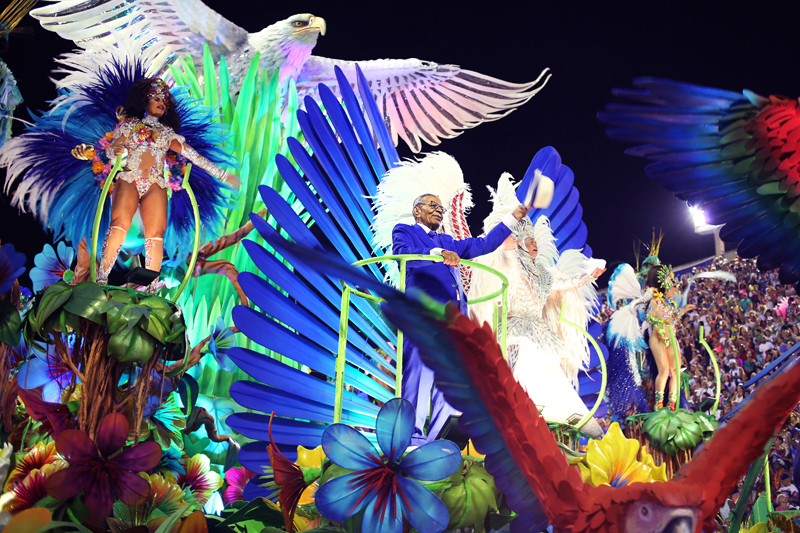
Scuola di samba Portela

Il termine Scuola di samba (Escola de samba in portoghese) indica, nell'accezione più completa della definizione, un'aggregazione di persone e mezzi coinvolti nella realizzazione della sfilata in occasione della parata del carnevale brasiliano.
In occasione del carnevale di Rio de Janeiro si definisce Scuola di samba un gruppo di persone (1000-5000) che sfilano all'unisono lungo il Sambodromo di Rio, accompagnate da carri allegorici a ritmo di samba.
Ogni anno viene scelto liberamente da ogni scuola un "enredo" cioè un tema da cui partire per ispirare la sfilata.

## Storia
Le Scuole di samba iniziarono la loro attività nella prima metà del XX secolo, a Rio de Janeiro nel 1928, e si sono sviluppate intorno alla kermesse più importante del samba brasiliano, il carnevale di Rio. Ogni scuola presenta un tema, un "enredo" come ad esempio un evento storico, la leggenda di qualche nativo brasiliano o la rappresentazione della vita di un personaggio famoso. Il samba viene sviluppato in riferimento al tema trattato. Durante la sfilata i particolari del tema vengono fatti risaltare attraverso coreografie, costumi, dipinti, sculture in cartapesta e carri allegorici.
Il termine scuola sottintende l'approfondito lavoro di ricerca svolto da équipe di tecnici, coreografi, storici, ballerini e artisti plastici nel corso di tutto l'anno precedente la sfilata, volto a creare il tema della sfilata.
Si tratta di un luogo dove le persone che hanno sempre voluto scrivere una canzone, suonare strumenti a percussione o cimentarsi nella danza, hanno la possibilità di mettersi alla prova. Tutta la sfilata di samba è un lavoro della comunità di un quartiere della città. Le scuole di samba sono associazioni che rispondono a una grande varietà di bisogni degli abitanti del quartiere quali l'istruzione o l'assistenza sanitaria; non sono, dunque, delle semplici organizzazioni volte allo spettacolo.